# Manfred Kuschmann
Manfred Klaus Kuschmann (* 25. Juli 1950 in Coswig; † 13. Februar 2002 in Halle an der Saale) war ein deutscher Langstreckenläufer und Europameister.

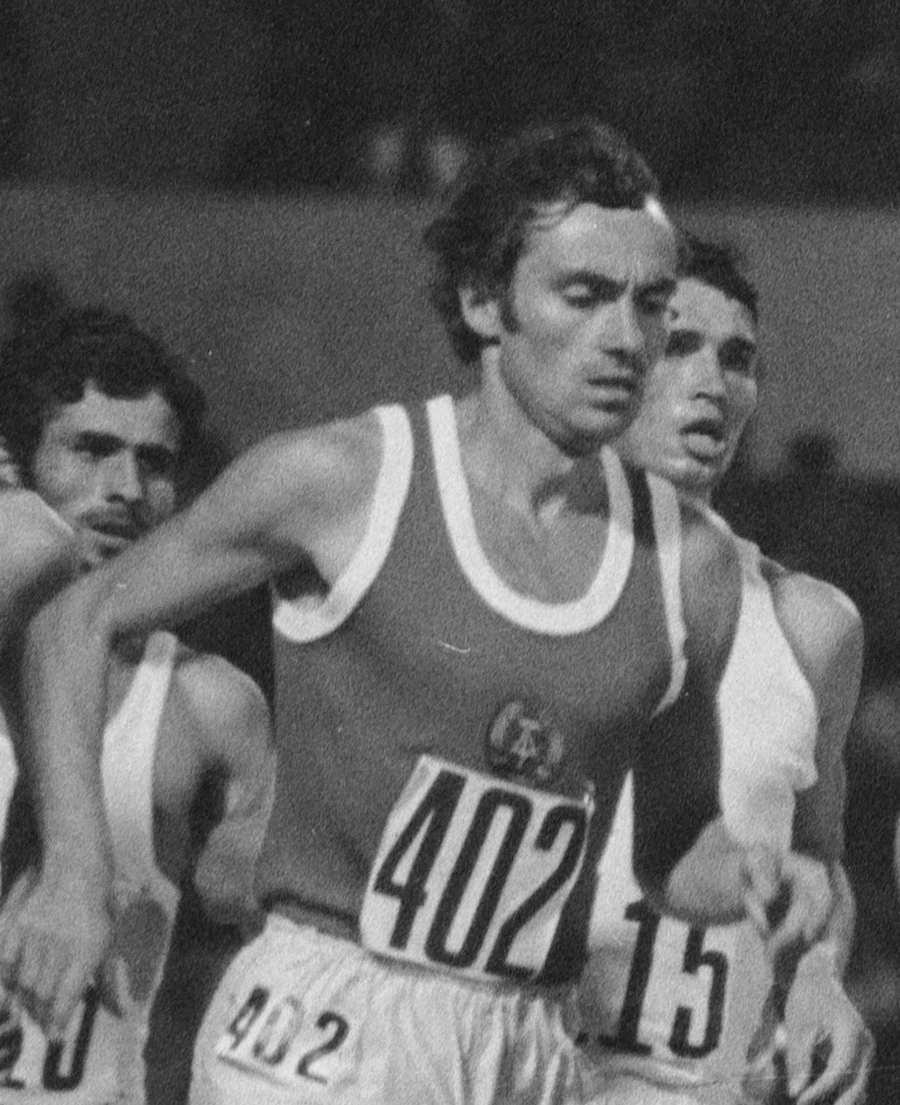
Leichtathletik-Europameisterschaften 1974 in Rom.

## Sportliche Karriere
Manfred Kuschmann startete für den SC Chemie Halle und trainierte bei Walter Schmidt. In seiner Wettkampfzeit war er 1,76 m groß und wog 61 kg.
Kuschmann startete für die Deutsche Demokratische Republik (DDR) bei den Leichtathletik-Europameisterschaften 1974 in Rom und wurde Europameister im 10.000-Meter-Lauf (28:25,8 min) und Zweiter im 5000-Meter-Lauf (13:24,0 min). 1974 und 1975 wurde er DDR-Meister im 5000-Meter-Lauf, 1974 DDR-Meister im 10.000-Meter-Lauf, 1971 DDR-Meister im Crosslauf (Langstrecke). 1973 startete er beim Friedensmarathon Košice (2:23:08 h). 1974 stellte er einen DDR-Rekord im 25-km-Lauf auf (1:17:14 h, 10. November 1974 in Eilenburg). Beim Leichtathletik-Europacup wurde er im 5000-Meter-Lauf 1973 Zweiter und 1975 Dritter. Für die Olympischen Spiele 1976 und die Europameisterschaften 1978 konnte er sich nicht qualifizieren. 1981 siegte er beim Rennsteiglauf auf der Marathonstrecke.
1974 wurde Manfred Kuschmann mit dem Vaterländischen Verdienstorden in Bronze ausgezeichnet.

## Leben
Manfred Kuschmann wurde zunächst Zerspanungsfacharbeiter und -meister, später war er Trainer beim SC Chemie Halle. Nach dem Ende der DDR war er beim Ordnungsamt der Stadt Halle an der Saale tätig. 1995 erkrankte er an Magenkrebs. 2000 startete er trotz der Erkrankung beim Hallenser Stadtlauf (Vorläufer des Mitteldeutschen Marathons). 
Am Vormittag des 13. Februar 2002 verstarb Manfred Kuschmann nach jahrelanger Krebserkrankung im Hospiz am St. Elisabeth-Krankenhaus in Halle an der Saale. Am Trauerzug auf dem Friedhof seines Geburtsortes Coswig beteiligten sich Hunderte von Menschen, unter anderem der zweifache Olympiasieger Waldemar Cierpinski und Sportkommentator Heinz Florian Oertel.